# Waw an Namus
Le Waw an Namus (en arabe واو الناموس, littéralement « oasis des moustiques ») est une caldeira de Libye comportant un cône volcanique et de petits lacs. Il est situé dans le Sud du pays, dans le Sahara, dans le shabiyah de Mourzouq.

## Géographie
L'intérieur de la caldeira, profonde de cent mètres et large de trois kilomètres sur quatre, formée il y a cinq mille ans, abrite une oasis de verdure riche et trois petits lacs salés de couleur variable, qui sont la raison pour laquelle le volcan porte ce nom. Un champ volcanique de éjectas de couleur sombre s'étend de 10 à 20 kilomètres autour de la caldeira. L'immensité du champ sombre est facilement vu de l'espace. Le volcan  dépasse d'une cinquantaine de mètres les bords de la grande dépression. Il culmine à 547 m d'altitude à environ 170 m du fond de la caldeira.
Les lacs, profonds de quinze mètres, perdent plus de la moitié de leur eau chaque année par évaporation, mais sont réalimentés par des nappes souterraines presque inépuisables[réf. nécessaire].

## Histoire
En 2011, au cours de la première guerre civile libyenne, la base aérienne de Waw an Namus passe sous le contrôle de Barka Wardougou, un chef militaire toubou.

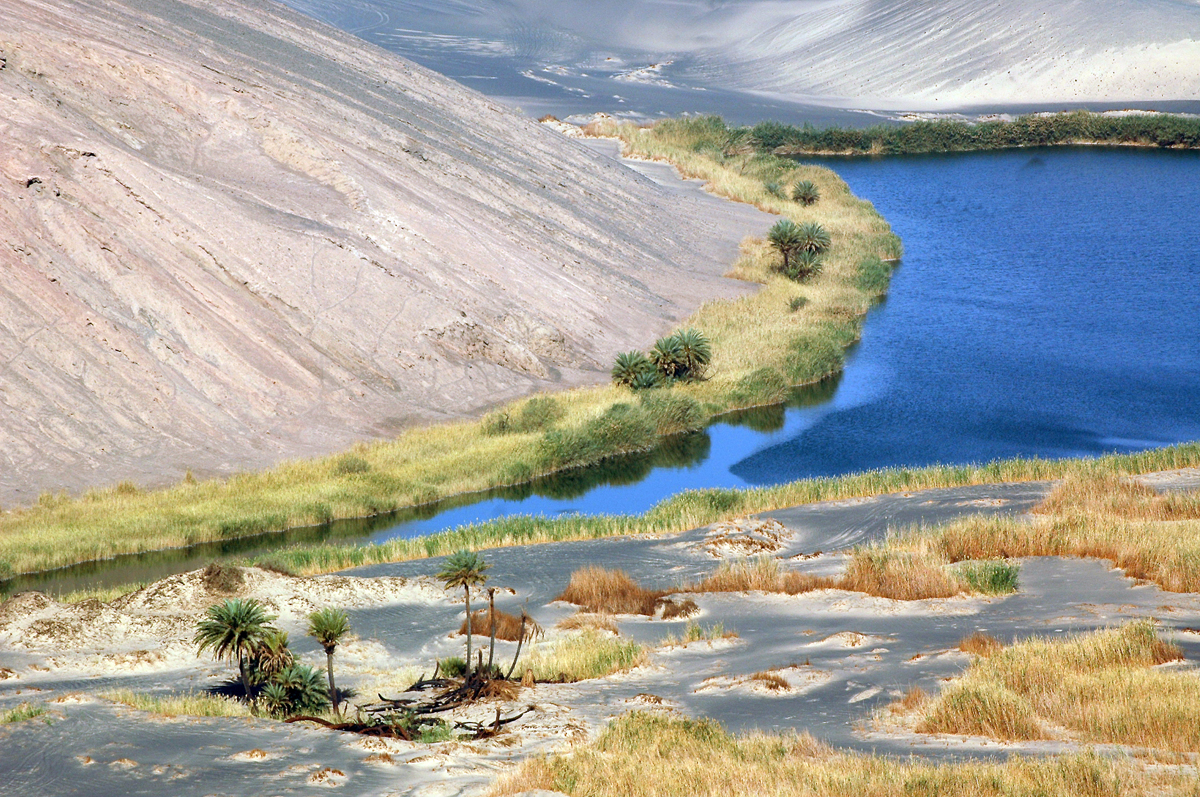
Paysage du Waw an Namus avec des lacs temporaires.